# كسب جيني
الكسب الجيني هو مقدار الزيادة في الأداء التي تتحقق عبر برامج التحسين الجيني الصناعية. ويستخدم الكسب الجيني عادةً للإشارة إلى الزيادة بعد وفاة جيل واحد.